# Matancillas, Guanajuato
Matancillas är en ort i Mexiko.   Den ligger i kommunen San Luis de la Paz och delstaten Guanajuato, i den centrala delen av landet, 270 km nordväst om huvudstaden Mexico City. Matancillas ligger 2 184 meter över havet och antalet invånare är 309.
Terrängen runt Matancillas är platt västerut, men österut är den kuperad. Runt Matancillas är det ganska tätbefolkat, med 52 invånare per kvadratkilometer. Närmaste större samhälle är San Luis de la Paz, 16,6 km söder om Matancillas. Omgivningarna runt Matancillas är i huvudsak ett öppet busklandskap.